# 塞尔赫斯特公园球场
塞爾赫斯特公園球場是位於英格蘭倫敦市郊克羅伊登區南諾伍德（South Norwood）的足球運動場，可容25,486名觀眾，現時是水晶宫足球俱乐部的主場球場。

## 歷史
水晶宮於1922年1月3日以2,570英鎊從「布萊頓及南海岸鐵路公司」（ Brighton and South Coast Railway Company）購入一幅位於塞尔赫斯特（Selhurst）已荒廢的前製磚工地，隨即禮聘著名球場建築師阿奇巴尔·雷奇（Archibald Leitch）設計及興建新球場，主看台有別於雷奇設計的其他球場，並沒有頂蓋山牆，建築費用約3萬英鎊，於1924年8月30日新球季首日由時任倫敦市市長（Lord Mayor of London）主持正式揭幕，當時只有主看台，且因發生工業行動而尚未完工；水晶宮在當日於25,000名主場觀眾面前以0-1不敵，由比利·馬斯頓（Billy Marsden）取得首個入球。
1925年3月1日英格蘭足球代表隊在塞爾赫斯特公園球場迎戰威爾斯，是塞爾赫斯特公園球場至今舉行唯一一場英格蘭的國際賽，威爾斯以3-0獲勝。同年水晶宮從乙組降班到南區丙組聯賽，要差不多四十年後才重返次級聯賽。除進行足球競賽外，塞爾赫斯特公園球場亦曾舉辦拳击、板球、1940年代末的單車馬球（Bicycle Polo）及1980年代的音樂會。塞爾赫斯特公園球場更於1948年倫敦奧運會主辦兩場足球賽事，1948年7月31日丹麥在第一圈以3-1擊敗埃及；8月5日瑞典在半準決賽以12-0狂勝韓國，瑞典其後再擊敗丹麥及南斯拉夫贏得金牌。
1953年塞爾赫斯特公園球場首次裝置汎光燈，在三面階級看台設立多支燈柱及主看台有四盞頂蓋射燈，最終於九年後由球場四角的四座燈塔及主看台六盞頂蓋射燈所取締。皇家馬德里應邀和當時處於丙組聯賽的水晶宮首次在燈下作賽，而這亦是皇家馬德里首次到倫敦參賽。
塞爾赫斯特公園球場直到水晶宮於1969年首次升班頂級的甲組聯賽前一直沒有改動，自此開始興建「阿瑟·韋特看台」（Arthur Wait Stand），這個看台以長期擔任球會主席的阿瑟·韋特（Arthur Wait）命名，他是一名建築商，經常在工地親自監督工程，1960年代在任期間水晶宮由第丁組聯賽一直升班到甲組。而「白馬徑看台」（Whitehorse Lane end）亦在原階梯看台加建第二層後耳目一新，其上設有磚砌的小食店和洗手間。
基於球場安全法例，「霍爾姆路階梯看台」（Holmesdale Road terrace）需要分隔為三區，導致作客球迷區域設施不足，因此在新設的兩區後方增建設施。1981年夏季主看台的階級立席改建為坐席。同年水晶宮將「白馬徑看台」後方及其後的土地以200萬英鎊賣給超市零售商森寶利以解燃眉之急，在這部分看台重開時階梯立席數目減半。
1985年查爾頓搬遷到塞爾赫斯特公園球場成為暫時租戶，與水晶宮成為英格蘭首兩支聯賽球隊同意共用球場計畫。翌年時任水晶宮主席朗·勞達斯（Ron Noades）從球會手上購入球場以增加球會資金。由於發生希斯堡慘劇後發表的「泰萊報告書」（Taylor Report），塞爾赫斯特公園球場於1990年夏季獲得「足球基金」（Football Trust）資助，將「阿瑟·韋特看台」下方改建為全坐席。1991年在「白馬徑看台」上方及桑斯博里超級市場屋頂設置兩層合共48間行政廂房，隨後於1993年夏季改建為全坐席及舖設頂蓋。

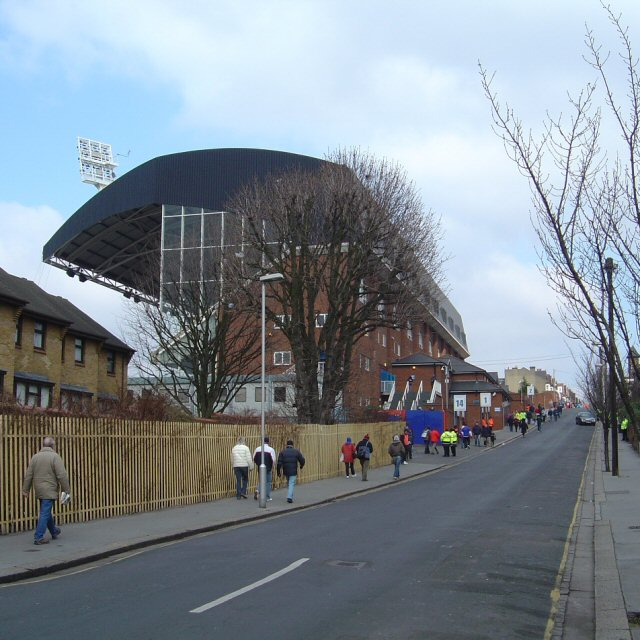
霍爾姆路看台外觀

查爾頓其後再搬到韋斯咸的烏普頓公園球場，然後才返回自己的山谷球場（The Valley），1991年溫布頓取代其席位成為新租戶。1994年拆卸「霍爾姆路階梯看台」，一年後重建成為全新兩層8,500座看台。而主看台頂蓋由於開始漏水亦更換包層。經歷15年後，這仍然算是塞爾赫斯特公園球場最近期的重大工程。
當馬克·戈德堡（Mark Goldberg）收購水晶宮時，只是買入球會，前主席朗·勞達斯保留看1986年購入的塞爾赫斯特公園球場業權。其後於2000年新主席西蒙·佐敦（Simon Jordan）收購球會後與塞爾赫斯特公園球場訂立十年長期租約，勞達斯從水晶宮收取租金。2003年溫布頓搬遷到米爾頓凱恩斯並停止租用塞爾赫斯特公園球場。
2006年10月時任水晶宮主席西蒙·佐敦聲稱以1,200萬英鎊從勞達斯的「艾頓活特有限公司」（Altonwood Limited）購入塞爾赫斯特公園球場的業權，而實際上在2008年1月球場的業主是HBOS及前熱刺董事及地產商「大石集團」（Rock group）的保羅·凱姆斯利（Paul Kemsley）合資的「塞爾赫斯特公園有限公司」（Selhurst Park Limited）。同年4月水晶宮以年租120萬英鎊獲批25年長期租約。當「大石集團」在2009年6月進行債務重組被接管後，球場業權交付給HBOS屬下萊斯銀行委託PwC代管，希望在兩年內將球場出售。西蒙·佐敦從未擁有或意圖擁有塞爾赫斯特公園球場的業權，其聲稱購入球場的原因不明。2010年1月27日球會亦因財困進行債務重組，6月1日「CPFC 2010」與萊斯銀行達成臨時協議購入球隊與主場，才使球隊免於清盤，而最終球場業權自1998年後再次回到水晶宮手中。
塞爾赫斯特公園球場的最高入場人數紀錄在1979年創出，有51,801名觀眾見證水晶宮以2-0擊敗贏得乙組聯賽冠軍錦標。而球場亦保持丁組聯賽（現今的英乙）最高入場人數紀錄，於1961年有37,774人觀看水晶宮對本地敵對球隊的賽事。塞爾赫斯特公園球場同時保持英格蘭足球最多人數觀看的一場賽事，該場是1998年首批登陸英格蘭的中國球員孙继海及范志毅的處子演出，絕大部人是在中國透過電視直播收看這場球賽。

## 外部連結
- Stadium information at Crystal Palace FC official website
- footballgroundguide.com:Crystal Palace